# Демидюк, Людмила Николаевна
Людми́ла Никола́евна Демидюк (4 марта 1936, Москва — 4 июля 2023, Москва) — советский и российский лингвист, педагог. Автор учебника индонезийского языка и ряда словарей.

## Краткая биография
В 1963 году окончила Институт восточных языков, в 1969 году защитила там же диссертацию «Удвоение в современном индонезийском языке» на соискание научного звания кандидат филологических наук. С 1964 года преподаватель кафедры филологии стран Юго-Восточной Азии, Кореи и Монголии Института восточных языков, с 1976 года — доцент. С 1995 года преподавала также в Институте практического востоковедения. Член региональной общественной организации « Общество Нусантара» и Русского географического общества.
Автор ряда учебных курсов: «Теория и практика перевода (индонезийский язык)», «Речевая практика основного восточного языка (индонезийский)», «Введение в индонезийскую и малайскую спецфилологию» и др.
Опубликовала более 50 научных работ, подготовила сотни квалифицированных специалистов, была научным руководителем первой в Индонезии учёной Дженни М. Т. Харджатно, защитившей докторскую диссертацию по проблемам русского языка (1998).
Умерла 4 июля 2023 года. Прах захоронен на Ваганьковском кладбище.

## Награды
- Премия «Прима Комексиндо» (1994)
- Грамота правительства Индонезии (1995)
- Звание «Заслуженный преподаватель Московского университета» (2004).
- Награда «Друзья президента Индонезии» (Presidential Friends of Indonesia award) (2008).

## Основные публикации
- Удвоение в современном индонезийском языке. М. 1969, 230 с.
- Учебник индонезийского языка. Часть I. М.: МГУ, 1975, 157 с. (совместно с Ю. Н. Мазуром и Н. Б. Попенко).
- «Indonesian Linguistics in the Soviet Union in the 60’s and 70’s» — Bijdragen tot de taal, land-en folkenkunde. Leiden, Deel 136, 4-e Aflev., hlm. 440-62, 1980 (совместно с В. А. Макаренко).
- Учебник индонезийского языка. Часть II. М.: МГУ, 1985, 159 с. (совместно с Ю. Н. Мазуром и Н. Б. Попенко).
- Удвоение в предикативах индонезийского языка. М.: МГУ, 1987, 116 с
- «Некоторые аспекты взаимодействия джакартского диалекта и современного индонезийского языка». — Города-гиганты Нусантары и проблемы их развития. М.: Общество Нусантара, 1995, с. 188—192.
- «Sekitar Masalah Pengajaran Bahasa Indonesia Lafal Standart. Penterjemahan dari Bahasa Indonesia dan Sebaliknya». — Pengajaran Bahasa Indonesia Untuk Penutur Asing. Jakarta, 1996,hlm. 139—146.
- «Masalah Akronim Dalam Bahasa Indonesia». — Kebudayaan Nusantara. Kepelbagaian Dalam Kesatuan. Kuala Lumpur: Dewan Bahasa dan Pustaka, 1997, 179—196.
- «Калимантанский алмаз, огранённый в Джакарте». — Таригану. Навстречу солнцу. Стихи. Перевод с индонезийского. Рисунки Делси Шамсумара. М.: Древо жизни, 1997, с. 5-7 (совместно с В. А. Погадаевым).
- Молодёжный сленг в Индонезии. — Малайско-индонезийские исследованияю Выпуск XVII. Редактор и составитель В. А. Погадаев. М.:Издательский дом «Муравей-Гайд», 1999, с. 104—107.
- «Dampak pengaruh Bahasa Jakarta terhadap bentuk lisan Bahasa Indonesia» — Индонезийский и малайский мир во втором тысячелетии: основные вехи развития. М.: Общество Нусантара, 2000, с. 65-68.
- Русско-индонезийский словарь (Kamus Rusia-Indonesia). M: Восток-Запад, 2004. (совместно с В. А. Погадаевым).
- «Сопоставительный анализ предлогов индонезийского и малайзийского языков». — Малайско-индонезийские исследования, выпуск XVI. M.: Общество Нусантара, 2004, с. 123—136 (совместно с Т. В. Дорофеевой).
- Учебник индонезийского языка. Начальный курс. Под редакцией В. В. Сикорского. М., 2013, 312 с. (совместно с Ахмадом Суджаи и Дженни М. Т. Харджатно).
- «Социолингвистические аспекты процесса заимствования в индонезийском политическом социолекте в конце ХХ — начале XXI вв.» — Губеровские чтения. Выпуск 3. Страны Юго-Восточной Азии и Запад: многообразие форм взаимодействия. История и Современность, серия Губеровские чтения. Выпуск 3, Москва: ИСАА МГУ МГУ, 2013, с. 191—199.
- Kamus Besar Rusia-Indonesia (Большой русско-индонезийский словарь). 80 000 kata. Penyunting Penyelia: Njaju Jenny M.T. Hardjatno. Jakarta: Yayasan Pustaka Obor Indonesia, 2016, 1953 с. (совместно с И. И. Кашмадзе, А. К. Оглоблиным, В. Н. Лощагиным)[6].